# 奥尔德港 (阿拉斯加州)
奥尔德港（英語：Old Harbor），是美国阿拉斯加州的一座城市。该市的人口在2000年为237人，2010年有218人。人口在阿拉斯加州排行第103。